# Festuca riloensis
Festuca riloensis är en gräsart som först beskrevs av Eduard Hackel och August von Hayek, och fick sitt nu gällande namn av Markgr.-dann. Festuca riloensis ingår i släktet svinglar, och familjen gräs. Inga underarter finns listade i Catalogue of Life.